# Ali Camara
Ali Camara (13 januari 2008) is een Belgisch voetballer die onder contract ligt bij KRC Genk.

## Carrière
Camara ruilde in 2021 de jeugdopleiding van Oud-Heverlee Leuven voor die van KRC Genk. In juni 2024 ondertekende hij een overeenkomst voor twee seizoenen met optie op een extra seizoen bij Genk.
Op 22 november 2024 maakte Camara zijn profdebuut in het shirt van Jong Genk, het beloftenelftal van Genk dat uitkomt in Eerste klasse B: in de competitiewedstrijd tegen Lierse SK (2-2-gelijkspel) liet trainer Thomas Buffel hem in de 84e minuut invallen voor Michiel Cauwel.

## Clubstatistieken
| Seizoen         | Club            | Land            | Competitie      | Competitie | Competitie | Beker | Beker | Supercup | Supercup | Europees | Europees | Totaal | Totaal |
| Seizoen         | Club            | Land            | Competitie      | Wed.       | Dlp.       | Wed.  | Dlp.  | Wed.     | Dlp.     | Wed.     | Dlp.     | Wed.   | Dlp.   |
| --------------- | --------------- | --------------- | --------------- | ---------- | ---------- | ----- | ----- | -------- | -------- | -------- | -------- | ------ | ------ |
| 2024/25         | KRC Genk        | Vlag van België | Eerste klasse B | 1          | 0          | —     | —     | —        | —        | —        | —        | 1      | 0      |
| Carrière totaal | Carrière totaal | Carrière totaal | Carrière totaal | 1          | 0          | 0     | 0     | 0        | 0        | 0        | 0        | 1      | 0      |

Bijgewerkt op 23 november 2024.
1 Van Crombrugge ·
3 Mujaid ·
6 Smets ·
7 Steuckers ·
8 Heynen  ·
9 Oh ·
10 Ito ·
11 Oyen ·
14 Sor ·
17 Hrošovský ·
18 Kayembe ·
19 Medina ·
20 Karetsas ·
21 Bangoura ·
22 Manguelle ·
23 Bibout ·
24 Sattlberger ·
26 Lawal ·
27 Nkuba ·
28 Brughmans ·
29 Mirisola ·
30 Ayumu ·
32 Adedeji-Sternberg ·
34 Palacios ·
38 Heymans ·
44 Kongolo ·
71 Stevens ·
77 El Ouahdi ·
99 Tolu ·
Coach: Fink